# Двокутник

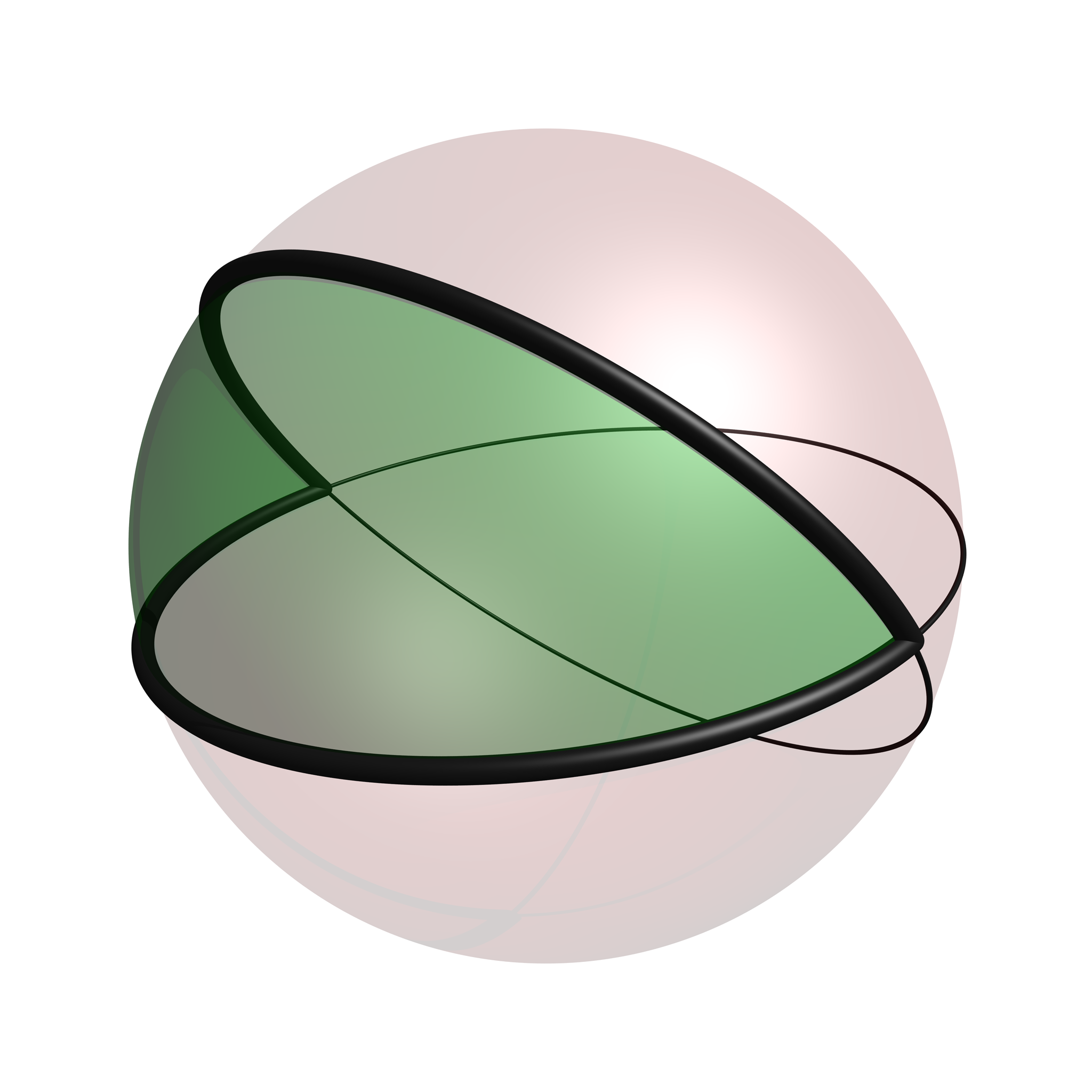
Правильний двокутник на поверхні сфери

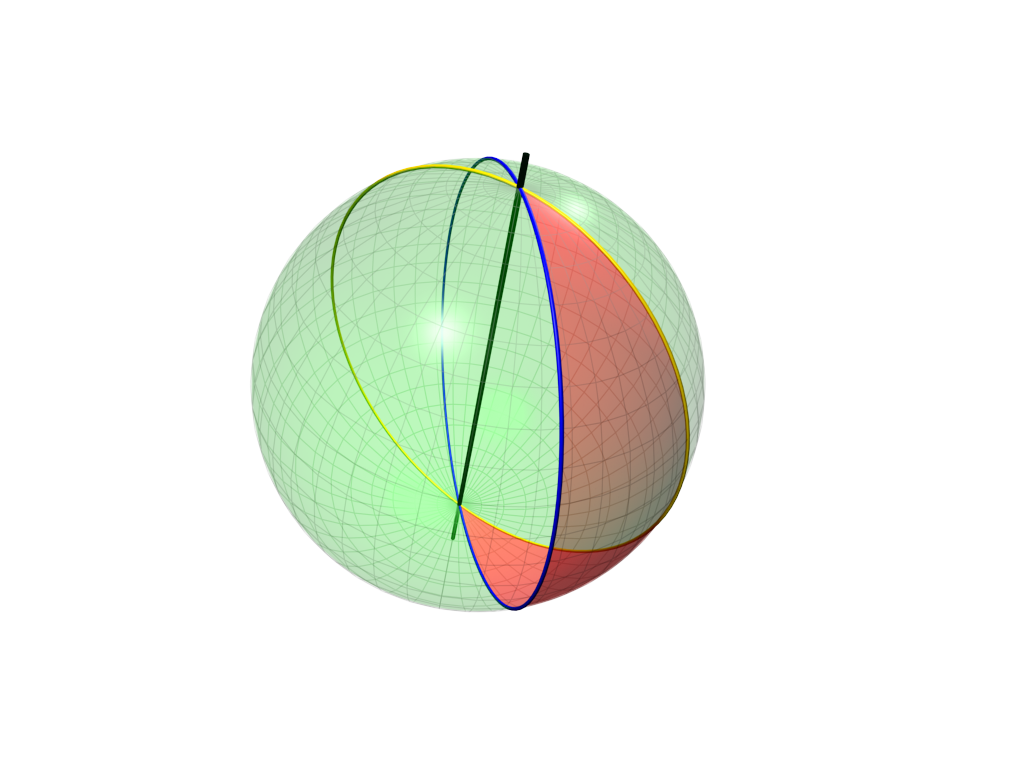
Правильний двокутник на поверхні сфери

Дегенерований або вироджений двокутник, представлений за канонами Евклідової геометрії

Двокутник або дигон в геометрії — це многокутник з двома сторонами і двома кутами. У Евклідовій геометрії двокутник вважається дегенерованою (виродженою) або неможливою фігурою, тому що його обидві сторони збігаються. Проте в сферичній геометрії двокутник є двостороннім аналогом трикутника і має невироджений вигляд (так само як і долька помаранча). Такий многокутник часто називають місяцем. Сферичний двокутник утворюється при перетині двох великих кіл. Площа двокутника визначається формулою {\displaystyle S=2R^{2}\alpha }, де {\displaystyle R} — радіус сфери, а {\displaystyle \alpha } — кут двокутника.